# Schwestern der Heiligen Familie von Bordeaux

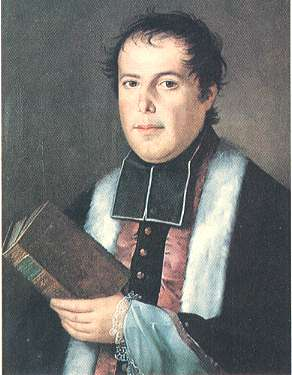
Der Ordensgründer Pierre-Bienvenu Noailles

Die Schwestern der Heiligen Familie von Bordeaux (frz.: Sœurs de la Sainte-Famille de Bordeaux, Ordenskürzel: SFB) sind eine Kongregation päpstlichen Rechts. Sie wurde 1820 vom französischen Priester Pierre-Bienvenu Noailles (1793–1861) in Bordeaux (Frankreich) gegründet.

## Geschichte
Pierre-Bienvenu Noailles war als Seelsorger in der Pfarrei von Saint-Eulalie in Bordeaux tätig. Er unterstützte die pflegerischen Tätigkeiten von drei jungen Frauen, die sich dem religiösen Leben geweiht hatten. Zu den jungen Frauen hierzu gehörte auch seine Schwester Catherine-Aimée.
Am 28. Mai 1820 genehmigte Erzbischof Charles-François d’Aviau Du Bois de Sanzay die Gründung der Kongregation. 1831 erhielt die Ordensgemeinschaft von Papst Gregor XVI. die päpstliche Approbation.

### Die Abtei Royaumont
1864 kaufte die Kongregation die Abtei Royaumont und errichtete hier ihr Noviziat. Nach den Umbaumaßnahmen, entwickelte sich mit den „Schwestern der Heiligen Familie“ wieder ein religiöses Leben in der Abtei. 1904 mussten die Schwestern infolge der Trennung von Kirche und Staat, das Haus verlassen. Die Abtei wurde an einen reichen Industriellen verkauft.

## Aufgaben und Niederlassungen
Der Aufgabenschwerpunkt der Ordensschwestern liegt im Bereich der christlichen Erziehung, in der Katechese. Der Sitz des Generalhauses ist in Rom. 2005 zählte die Kongregation 2161 Ordensschwestern, die in über 312 Einrichtungen tätig sind. Der Orden unterhält Niederlassungen in:
- Europa: Belgien, Frankreich, Großbritannien, Irland, Italien, Polen, Spanien und Belarus;
- Afrika: Botswana, Kamerun, Tschad, Kongo und Lesotho und Südafrika;
- Asien: Philippinen, Indien, Pakistan und Sri Lanka;
- Amerika: Argentinien, Brasilien, Kanada, Paraguay und Peru.

## Selige Miriam Thresia
1914 gründete die selige Mariam Thresia Chiramel Mankidiyan in Indien eine weitere Kongregation der Heiligen Familie. Da die neu gegründete Kongregation noch keine Ordensregel hatte, übernahm sie auf Vorschlag ihres Diözesanbischofs die Ordensregeln der Schwestern der Heiligen Familie von Bordeaux, die bereits in Sri Lanka eine Niederlassung hatten.